# Yullandria lawagimana
Yullandria lawagimana är en insektsart som beskrevs av Rentz, D.C.F. 2001. Yullandria lawagimana ingår i släktet Yullandria och familjen vårtbitare. Inga underarter finns listade i Catalogue of Life.